# اوبرنایزن
اوبرنایزن (به آلمانی: Oberneisen) یک شهر در آلمان است که در Verbandsgemeinde Hahnstätten واقع شده‌است. اوبرنایزن ۷۸۶ نفر جمعیت دارد.